# Lambs Grove
Lambs Grove est une ville du  comté de Jasper, en Iowa, aux États-Unis. Elle est fondée en 1927 et incorporée le 29 décembre 1952.

## Source de la traduction
- (en) Cet article est partiellement ou en totalité issu de l’article de Wikipédia en anglais intitulé « Lambs Grove, Iowa » (voir la liste des auteurs).